# La Loi du survivant
La Loi du survivant és una pel·lícula francesa dirigida per José Giovanni estrenada el 1967. És una adaptació de la segona part de la novel·la de Giovanni Les Aventuriers. La primera part de la novel·la es va adaptar al cinema el mateix any amb el títol Les Aventuriers i fou dirigida per Robert Enrico amb Alain Delon i Lino Ventura en els papers principals. La Loi du survivant és el primer treball de José Giovanni.

## Sinopsi
Stan Krol, conegut com el Kalmouk, és un aventurer. Amb dos camarades ha fet fortuna desenterrant un tresor fabulós en algun lloc d'Àsia; però un d'ells és assassinat i, llavors, el Kalmouk fa un pelegrinatge piadós a la seva tomba, situada a Còrsega. Una nit de "sortida", el seu antic amic cors el duu a una propietat misteriosa, custodiada per gossos ferotges, on una jove s'entrega sense dir res a tot aquell que s'acosta a casa. Un terror inexplicable la té lligada. Interessat, el Kalmouk la fa escapar i, en fer-ho, mata els gossos. Aviat, els amants se senten perseguits per la gent del castell; però el Kalmouk aconsegueix que la noia jove, Hélène, controli el seu pànic. També li ensenya que la por més difícil de controlar és la de suïcidar-se. Llavors, el Kalmouk rep un desafiament per a batre's en duel per haver mort els gossos, del qual surt victoriós, tot i que amb dificultat. Quan, finalment, és a punt d'escapar de Còrsega amb Hélène, apareix un personatge emmascarat de cuir: és l'ocupant principal del castell, a qui Hélène havia lliurat als alemanys per covardia i qui, desfigurat i en venjança, va entregar Hélène a la prostitució. L'home de cuir atorga als joves la seva llibertat; però explica al Kalmouk tota la veritat sobre Hélène, qui fuig i s'enfila al parapet de les muralles. El Kalmouk surt a la seva recerca i la veu des de baix. La mira en silenci i ella es llança al buit.

## Repartiment
- Michel Constantin: Stan Krol, dit le Kalmouk
- Alexandra Stewart: Hélène
- Edwine Moatti: Maria, la germana de Pao
- Roger Blin: Pao, el resistent
- Albert Dagnant: Galinetti
- Jean Franval: « el jardiner »
- Frédéric Lambre: un germà de Pao
- Daniel Moosmann: un germà de Pao
- Christian Barbier

## Personatges
A la novel·la de Giovanni, així com a l'adaptació al cinema de la seva primera part per Robert Enrico, on és interpretada per Lino Ventura, el personatge que porta el nom de Stan Krol es diu Roland Darbant. Roland Darbant va ser el nom que Giovanni li havia donat al veritable Roland Barbat, "el rei de la fuga", a la seva novel·la autobiogràfica Le Trou que informava del seu intent de fugir de presó de La Santé el 1947. A la pel·lícula Le Trou (1960) de Jacques Becker el paper de Roland Darbant és interpretat pel mateix Roland Barbat sota el nom de Jean Keraudy.